# يحيى حسابا
يحيى حسابا (مواليد 5 كانون الثاني 1974 في دمشق) هو لاعب جودو سوري، تأهل كلاعب جودو فردي للمنتخب السوري في فئة الوزن نصف الثقيل رجال (100 كلغ) في أولمبياد صيف 2004 في أثينا و خسر مباراته الافتتاحية أمام اللاعب الأمريكي رادي فيرغسون في مباراة دامت خمس دقائق.

## روابط خارجية
- يحيى حسابا على موقع JudoInside.com (الإنجليزية)
- يحيى حسابا على موقع أوليمبيديا (الإنجليزية)

لم يتم العثور على روابط لمواقع التواصل الاجتماعي.